# Jabez Coon
Jabez Coon, né en 1869 à Maldon, Victoria et mort le 18 avril 1935 à South Yarra, est un homme politique australien.

## Biographie
Il reçoit une éducation primaire avant de devenir mineur d'or puis marchand de chaussures à Melbourne. En 1906, il est élu à la Chambre des représentants d'Australie comme membre protectionniste du nouveau siège de Batman. Il occupe ce siège jusqu'à sa défaite en 1910 face à un candidat travailliste. Il est membre du conseil municipal de Collingwood et maire de 1909 à 1910. Il est le beau-père de Gilbert Chandler, membre du Conseil législatif victorien et ministre de l'Agriculture au ministère de Bolte de 1955 à 1973. 
Le 18 avril 1935, Jabez Coon s'effondre et meurt subitement à South Yarra en rentrant chez lui à Boronia. 